# Valeria Ciangottini
Valeria Ciangottini (Rome, 6 août 1945) est une actrice italienne.

## Biographie
Valeria Ciangottini est née à Rome. En 1960, à l'âge de quatorze ans, elle  est choisie par Federico Fellini, qui l'a remarquée à la sortie de l'école, pour le rôle de Paola dans La dolce vita,, en lieu et place de Donatella Turri qui était initialement sélectionnée. Le film se termine par un plan sur son visage. Dès lors, elle commence une carrière d'actrice en se spécialisant dans des rôles de pures jeunes filles.
Elle est également active à la télévision, où elle joue des rôles principaux dans plusieurs téléfilms et séries, et participe à plusieurs programmes pour les enfants. Au fil des ans, Valeria Ciangottini axe sa carrière sur le théâtre, en particulier sur les pièces de comédie. Elle est mariée au journaliste Fabrizio Ricci.

## Filmographie

### Cinéma
- 1960 : La dolce vita de Federico Fellini : Paola
- 1960 : Ça s'est passé à Rome (La giornata balorda) de Mauro Bolognini : Ivana
- 1961 : Don Camillo Monseigneur (Don Camillo monsignore... ma non troppo) de Carmine Gallone : Rosetta Grotti
- 1961 : Journal intime (Cronaca familiare) de Valerio Zurlini : Enzina
- 1963 : Le Vice et la Vertu de Roger Vadim : Manuela, numéro 113
- 1965 : Coplan FX 18 casse tout (Agente 777 missione Summergame) de Riccardo Freda : Gelda
- 1965 : Les Deux Orphelines (Le due orfanelle) de Riccardo Freda : Louise
- 1965 : L'Amour à la chaîne de Claude de Givray : Catherine
- 1965 : Idoli controluce d'Enzo Battaglia : Liliana
- 1966 : Per qualche dollaro in meno de Mario Mattoli
- 1968 : Caroline chérie de Denys de La Patellière : Marie-Anne de Forbin
- 1968 : Homicides par vocation (L'assassino ha le mani pulite) de Vittorio Sindoni : Colette
- 1971 : Fegefeuer de Haro Senft : Valeria Kanitz
- 1976 : Contronatura de Amasi Damiani : ?
- 1977 : La regia è finita de Amasi Damiani : ?
- 1980 : Il matto de Franco Giornelli : ?
- 1984 : In punta di piedi (it) de Giampiero Mele : mère de Carlo
- 1987 : L'estate sta finendo (it) de Bruno Cortini : Marta
- 1988 : Appuntamento a Liverpool de Marco Tullio Giordana : Anna, la mère de Caterina
- 2016 : Cronaca di una passione de Fabrizio Cattani : Anna

### Téléfilm
- 1981 : Castigo senza delitto de Fabio Piccioni : ?
- 1991 : Vita coi figli de Dino Risi : Anna

### Séries télévisées
- 1974 : Il commissario De Vincenzi de Mario Ferrero : ?
- 1991 : I ragazzi del muretto de ? : mère de Johnny
- 1996 : Il maresciallo Rocca de ? : ?
- 2000 : Giornalisti de Donatella Maiorca : Clelia Londi
- 2003 : Un posto tranquillo de Luca Manfredi : Eleonora
- 2004-2005 : Amanti e segreti de Gianni Lepre : Maria Giovanna Ungari
- 2015 : Un passo dal cielo (saison 3, épisodes 8 et 9) de Monica Vullo et Jan Maria Michelini : mère de Giulia

### Mini-séries
- 1962 : I Giacobini d'Edmo Fenoglio (it) : Anaïs
- 1963 : Giuseppe Verdi de Mario Ferrero : ?
- 1964 : Mastro Don Gesualdo de Giacomo Vaccari : Isabella
- 1972 : La pietra di Luna de Anton Giulio Majano : Rachel
- 1974 : Anna Karenina de Sandro Bolchi : Kitty Scerbatzkaja
- 1979 : Racconti di fantascienza de Alessandro Blasetti : Terry
- 1980 : La tana di Agatha Christie de Raffaele Meloni : ?
- 1980 : Orient Express de Daniele D'Anza et Marcel Moussy : Madame Nagy
- 1980 : L'ultimo spettacolo di Nora Helmer de Carlo Quartucci : ?
- 1980 : L'assedio de Silvio Maestranzi : Antonia Carreno
- 1983 : Il passo falso de Paolo Poeti : Anna
- 1985 : Murder of a Moderate Man de Robert Tronson : Signora Veltri
- 1988 : Colletti bianchi de Bruno Cortini : ?
- 1998 : Squadra mobile - Scomparsi de Claudio Bonivento : ?
- 2004 : Part-Time de Angelo Longoni : ?
- 2006 : E poi c'è Filippo de Maurizio Ponzi : Giulia Benatti